# Blocco (meteorologia)

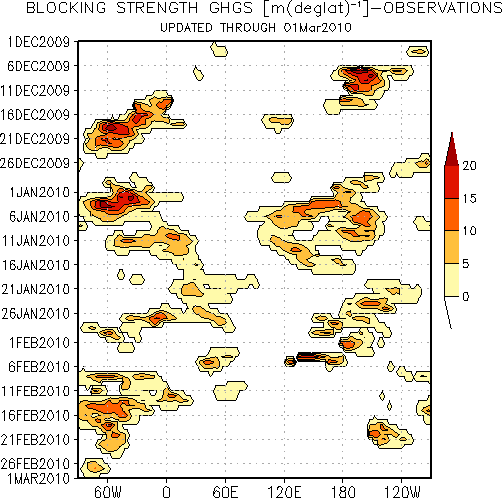
Blocchi atmosferici riferiti al periodo 1º dicembre 2009 - 1º marzo 2010

In meteorologia si definisce situazione di blocco, o semplicemente blocco la configurazione barica in cui il flusso zonale, ovvero la propagazione delle perturbazioni (Atlantiche o Pacifiche) da ovest verso est, pilotate dalle prevalenti correnti occidentali (westerlies) è interrotto da un forte e persistente flusso di correnti causate da un anticiclone, detto appunto anticiclone di blocco. Dette correnti sono meridionali nell'Emisfero boreale e settentrionali nell'Emisfero australe

## Principali tipi di blocco
I tipi di blocco sono stati studiati originariamente da D. Rex negli anni '50. I principali tipi sono il blocco di Rex, costituito da un centro di alta pressione situato vicino ad una bassa pressione; il blocco ad Omega, così detto perché assume una forma simile alla lettera greca, e blocchi stazionari "a cresta" di ampiezza elevata.

## Sull'Europa
Focalizzando il discorso sull'Europa, le perturbazioni atlantiche, portano sul continente condizioni di instabilità e temperature miti, trattandosi di aria oceanica e quindi temperata, sia quando ha origine alle basse latitudini che alle alte. Naturalmente l'aria proveniente dall'Atlantico Settentrionale è ben più fredda e instabile che quella proveniente dalle basse latitudini oceaniche. Questo tipo di circolazione impedisce l'instaurarsi di una corrente settentrionale di origine polare e ancora di più l'espansione verso ovest dell'Anticiclone russo-siberiano. 
Il blocco della circolazione occidentale causa la perdita della mitezza e apre le porte all'aria artica o permette l'espansione ad ovest dell'Anticiclone Russo-Siberiano.

## L'Indice di Blocco
Il Blocking Index, in Italiano "Indice di Blocco", è un indice climatico descrittivo, relativo alle teleconnesioni atmosferiche, elaborato e illustrato nel 1990 dai climatologi italiani Stefano Tibaldi e Franco Molteni.

Il Block Index è generalmente riferito alla quota di 500 hPa.
L'Indice di Blocco di Tibaldi e Molteni (1990) si è sviluppato rielaborando quello precedente di Lejenas e Okland (1983). Nella nuova formulazione l'indice è ideale per il monitoraggio atmosferico a breve scadenza, in quanto individua l'isolamento delle regioni tagliate fuori dal normale flusso verso est a 500 hPa, associato ai blocchi altopressori ad alta latitudine.
Numerosi studi sono giunti alla conclusione che la scarsa affidabilità della previsioni meteorologiche deriva proprio dall'incapacità degli attuali modelli numerici di previsione di prevedere l'instaurarsi di flussi di blocco e della loro durata.
Quindi il miglioramento e l'evoluzione di modelli numerici in grado di simulare condizioni di blocco atmosferico alle alte latitudini è sicuramente alla base di un effettivo miglioramento delle previsioni a lungo termine (long range forecast).